# Обединена прогресивна партия
Обединената прогресивна партия (на корейски: 통합진보당) е лява националистическа политическа партия в Южна Корея през 2011-2014 година.
Тя е основана през 2011 година със сливането на няколко по-малки леви партии. На парламентарните избори през 2012 година партията печели 13 места в Националното събрание.
Партията е закрита от Конституционния съд на 19 декември 2014 година, заради предполагаемото участие на нейни дейци в поддържан от Северна Корея заговор за преврат.